# Arthur Nielsen
Arthur Charles Nielsen, Sr. (5 de setembro de 1897 – 1 de junho de 1980) foi um tenista e analista de mercado estadunidense.
Arthur Nielsen foi o fundador da Nielsen Company, empresa de pesquisas de mercado, e criadora do Nielsen Ratings
No tênis, foi campeão em duplas do US Open com seu filho, Arthur Nielsen, Jr, em 1946 e 1948.

## Prêmios
- Annual Advertisement Awards Committee, 1936
- Chicago Federated Advertisements Club, 1941
- American Marketing Association, 1951 e 1970
- Hall of Fame em Distribuição em 1953
- International Advertisement Association, 1966